# Deli Tua Barat
Deli Tua Barat is een bestuurslaag in het regentschap Deli Serdang van de provincie Noord-Sumatra, Indonesië. Deli Tua Barat telt 8202 inwoners (volkstelling 2010).